# Gan
Gan (Ideogramă: 贛語) este un dialect al limbii chineze vorbit în sudul Chinei.